# Marco Mathis
Marco Mathis (Tettnang, Baden-Württemberg, 7 d'abril de 1994) és un ciclista alemany. Actualment corre a l'equip Cofidis. Especialitzat en la contrarellotge, el 2016 es proclamà campió del món sub-23 de l'especialitat.

## Palmarès en carretera
- 2012
  - Vencedor d'una etapa al Tour de la regió de Łódź
- 2015
  -  Campió d'Alemanya en contrarellotge per equips
- 2016
  -  Campió del món sub-23 en contrarellotge
  -  Campió d'Alemanya en contrarellotge per equips

### Resultats al Giro d'Itàlia
- 2020. 130è de la classificació general

## Palmarès en pista
- 2016
  -  Campió d'Alemanya en persecució
  -  Campió d'Alemanya en persecució per equips (amb Maximilian Beyer, Leif Lampater i Lucas Liß)